# Borgerlig begravning (musikgrupp)
Borgerlig Begravning är ett punkband från Uppsala/Stockholm som bildades 2018. 

## Historia
Borgerlig Begravning bildades av tre kusiner från Uppsala och Stockholm 2018 efter att de sett en spelning med Asta Kask på Gröna Lund i Stockholm. Då ingen av medlemmarna hade då fyllt 16 år när bandet bildades så fick de snabbt epitetet "Sveriges yngsta punkband"
Bandet första konsert var som förband på Jönssonligans konsert på Cafe44 i Stockholm 23 april 2019, då var basisten Julian 10 år.
Första singeln "Livets Lotteri" släpptes 22 april 2019 på Bandcamp. På skivan "Borgerlig Begravning" (2020) finns låten "Vägra" som blev den låt som bandet verkligen nådde ut med. Bandet fick medverka på SVT i programmet Vem kan vad och fick snabbt en mycket större publik. Bandet fick också möjlighet att spela med mer etablerade band som Charta77 och Asta Kask.
Singeln "Ju mera man har" (2021) släpptes på skivbolaget <1000 startat av Markus Krunegård.
Borgerlig Begravning nominerades till "Årets Nykomling" på Manifestgalan 2021
9 mars 2024 premiärvisades filmen Punkdrömmar, en kortfilm av regissörerna Maja Moberg och Melina Ekh, på BUFF Filmfestival i Malmö. Filmen är en dokumentärfilm om bandet och Moberg och Ekh har följt dem i flera år.

## Diskografi

### Album
- 2020 - Borgerlig begravning
- 2022 - Gör vad du vill
- 2023 - Parasit

### Singlar
- 2019 - Livets Lotteri
- 2021 - Ju mera man har